# Salamin Pál
| Salamin Pál                               | Salamin Pál                                                  |
| Kattints az alábbi külső linkek egyikére! | Kattints az alábbi külső linkek egyikére!                    |
| ----------------------------------------- | ------------------------------------------------------------ |
| Nem található szabad kép.(?)              |                                                              |
| külső link · jogvédett                    | Arcképe az Országos Meteorológiai Szolgálat (OMSZ) honlapján |

Salamin Pál (Budapest, 1913. április 23. – Budapest, 1984. október 22.) okleveles építőmérnök, hidrológus, egyetemi tanár, tanszékvezető, 1954–57 között a BME Építőmérnöki Karának dékánhelyettese, több folyami vízszabályozó műtárgy tervezője, nemzetközi hírű mérnök-kutató.

## Élete
Építőmérnöki oklevelét 1940-ben szerezte a budapesti József Nádor Műszaki és Gazdaságtudományi Egyetemen.
Pályáját az Országos Öntözésügyi Hivatalnál kezdte, majd vízerő-hasznosítási vállalkozásoknál dolgozott. A háborús évek kényszerszünete után 1945-től rövid ideig önálló tervezőként működött. 1946-ban Németh Endre egyetemi tanár a Budapesti Műszaki Egyetem I. sz. Vízépítéstani Tanszékének vezetője meghívta tanszékére oktatónak. Tanársegédként kezdte, hamarosan adjunktus lett. 1948-ban Franciaországban járt szakmai tanulmányúton, a hidraulika és hídromechanika gyakorlatát, a vízmozgást szimuláló laboratóriumok munkáját vizsgálta. 1950-től egyetemi intézeti tanár, 1952-től docensi státuszba került. 1952. október 18-án az elsők között szerezte meg a frissen alapított műszaki tudományok kandidátusa fokozatot. 1954–1957 között az Építőmérnöki Kar dékánhelyettesévé nevezték ki. Az 1957–58-as tanévben a Kar II. sz. Vízépítéstani Tanszékének vezetésével bízták meg. 1961–66 között az I. sz. Vízépítéstani Tanszék (a mai Vízépítési és Vízgazdálkodási Tanszék) vezetője volt, közben 1962-ben egyetemi tanári kinevezést kapott.
Egyetemi oktatóként is szoros kapcsolatot ápolt a „terepen” dolgozó gyakorlati vízépítési szakemberekkel, az országos vízügyi szolgálat szervezeteivel. A vízépítőmérnöki szak egyetemi referense lett, az új reformtantervek kidolgozása jelentős mértékben munkája. Az egyetemi tanszék tudományos kutatásainak eredményeit a vízügyi szolgálat a gyakorlatban ellenőrizte, hasznosította. Részt vállalt a nagy vízépítési műtárgyak, vízerőműtelepek előkészítési, tervezési munkáiból. Fontos belvízvédelmi feladatokat oldott meg, belvízrendezési projektek tervezését végezte.
Az 1970-es évek elején egészsége megromlott, 1973–76 között több súlyos műtétre kényszerült, melyek következtében mozgáskorlátozottá vált. 1977-ben, 64 éves korában nyugalomba vonult, de tudományos munkáját otthonában is folytatta. Hallgatókat fogadott, publikált. 1984. október 22-én hunyt el, Budapesten.

## Munkássága
Egész pályafutása során kutatta a síkvidéki vízrendezés problémakörét. 1942-ben a Hidrológiai Közlönyben nagy visszhangot kiváltó tanulmányt közölt a hazai belvízrendezésről. Az 1950-es, 1960-as években komoly elméleti alapokon nyugvó mérnöki számítási eljárásokat dolgozott ki a mértékadó belvízmennyiségek és vízborítás tűrési időtartamainak helytálló becslésére. Szakkönyveket, oktatási segédanyagokat, egyetemi jegyzeteket, oktatási útmutatókat írt, főleg a gyakorló vízépítő szakma részére. Minden megnyilvánulásában a vízgazdálkodás, vízrendezés egész országra kiterjedő egységes szemléletét hangsúlyozta, amelynek elválaszthatatlan része az öntözés problematikája. Kutatta és oktatta az öntözővízigény, a talaj öntözővíz-háztartása, az altalajöntözés és a melioráció műszaki feladatait. Sokat vizsgálta a felszíni víz keletkezését, a hóolvadás hatását, az esővíz lefolyási tényezőinek és a különféle talajok vízháztartásának összefüggéseit.
A hegyvidéki vízépítés területén a talajerózió jelenségét kutatta. Személyesen járta be a tárgyban érintett területeket, fényképfelvételeit az oktatásban, a gyakorlati munkában és tudományos konferenciákon is felhasználta. Az 1970-es években – mozgáskorlátozottsága ellenére – Ausztriában, Svájcban és Franciaországi tartott tudományos előadásokat a erózióról.
Életének utolsó évtizedében sokat foglalkoztatták a hidroökonómía környezetvédelmi vonatkozásai és a vízépítési és talajmunkálatok gazdasági hatásai, összefüggései. Természetjáró útjain készített fényképfelvételei a hidrometeorológía hasznosan elemezhető adatbázisát növelték. A vízgazdálkodás elmélete és gyakorlata kiterjedten alkalmazza vízháztartási alapegyenleteit és szemléltető ábráit a vízi szaktudományok összefüggéseiről.
A vízenergia-hasznosítás szakterületén is jelentőset alkotott. 1948-as franciaországi tanulmányútján szerzett tapasztalataira építve ő alkotta meg a Kvassay-zsilip mellé épített vízügyi laboratóriumok koncepcióját. 1949–55 között vezető vízügyi tervezője volt a kárpátaljai Talabor–Nagy-ági tározónak és vízerőműnek, melyet 1956-ban helyezték üzembe. A vízerő-hasznosítás vezette a folyami hidrológia területére. A hidraulika és hídromechanika szakterületén az 1950–54 között épült tiszalöki vízerőmű tervezésekor ő dolgozta ki a felduzzasztott mesterséges tó felszíngörbéit. A hidromechanikai laboratóriumok kísérleti eredményeire támaszkodva az 1960-as években szakértőként vett részt az ivóvíz- és szennyvíztisztítás műtárgyainak tervezésében. Írásaiban és előadásaiban hirdette, hogy hazánk vízügyi adottságai között a magyar vízépítő mérnöknek sokoldalú szakemberré kell válnia, döntéseit a természeti törvények felismerése és szigorú alkalmazása nyomán kell meghoznia, kerülnie kell a tudomány és a kutatás partikuláris szempontjaiból eredő elkötelezettséget. Így építette fel híres duzzasztás-elméletét, amelynek fizikai határfeltételeit kizárólag a folyó vízáramlási méréseiből számított adatai adják. Feltárta a Tisza folyó közép- és kisvízi jellegzetességeit. A tiszai vízrendszer viselkedését más számítási eljárások nem tudták eredményesen feltárni. Kutatási eredményeit és a Tisza-csatornázás erre épülő terveit francia nyelvű szakcikkben mutatta be a nemzetközi vízügyi szakmának.
Szakcikkei, könyvei, egyetemi előadásai mellett felszólalt nemzetközi kongresszusokon, Ausztriában, Bulgáriában, Csehszlovákiában, Franciaországban, Lengyelországban, Svájcban és a Szovjetunióban. A kezdetektől fogva szerkesztője volt a Hidrológiai Közlöny szakfolyóiratnak, 1947–49 között ő alakította ki a folyóirat máig érvényes arculatát. Négy évtizeden át aktív tagja és előadója volt a Magyar Hidrológiai Társaságnak. Emellett rendszeresen tartott szakelőadásokat a Magyar Meteorológiai Társaságban és a Magyar Földrajzi Társaságban. Nyugalomba vonulása után, 1977–78 folyamán mindhárom tudományos egyesület tiszteleti tagjává választotta. 1982-ben, a Budapesti Műszaki Egyetem 200. éves fennállására felkutatta, és közreadta a vízépítő szakos mérnökképzésben részt vett oktatók listáját.

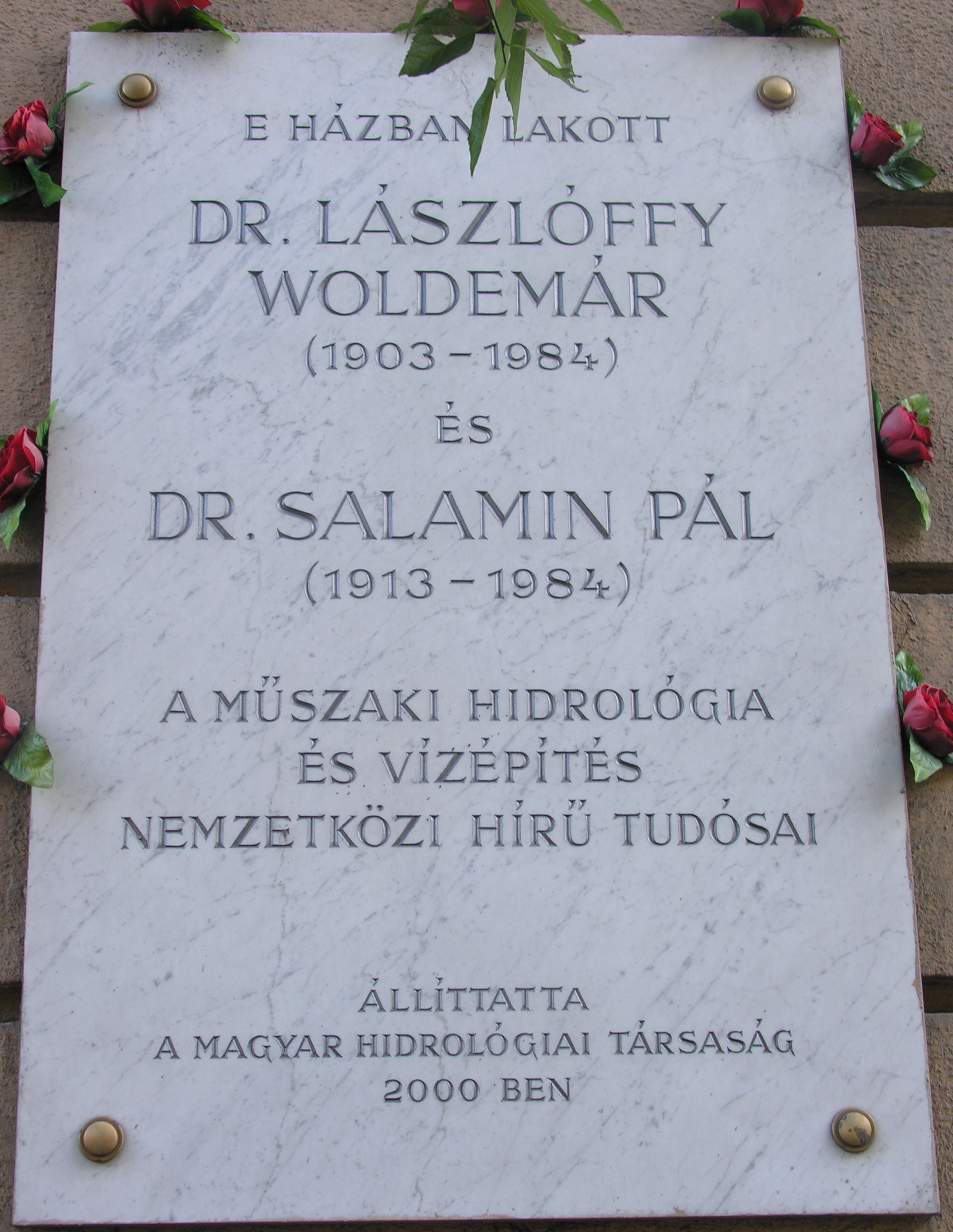
Lászlóffy Woldemár és Salamin Pál emléktáblája lakóházukon, Budapest, II. kerület, Szilágyi Erzsébet fasor 13-15.

## Kitüntetései, díjai
Állami kitüntetések
- 1954: Szocialista Munkáért Érdemérem
- 1958, 1973, 1974: a Vízgazdálkodás Kiváló Dolgozója
- 1963, 1977: az Oktatásügy Kiváló Dolgozója
- 1984: A Francia Mezőgazdasági Érdemérem Tiszti Fokozata
- 1984: A Francia Mezőgazdasági Akadémia külföldi tagsága

A Magyar Hidrológiai Társaság díjai
- 1952: Bogdánfy Ödön-emlékérem
- 1967: Schafarzik Ferenc-emlékérem
- 1979: Vásárhelyi Pál-díj

Egyéb
- 1979: Steiner Lajos-emlékérem a Magyar Meteorológiai Társaságtól

## Művei
- Az esőszerű öntözés irányelvei (Orsz. Vízügyi Főigazgatóság. Szakmai szabvány, 1961[6]
- A domborzat befolyása a hó halmozódására és olvadására. Hidrológiai Közlöny, 1960. 6. sz.[6]
- Belvízmennyiségek számítása (a Mérnöki Kézikönyv 4. kötete. Műszaki Könyvkiadó, 1961)[6]

- Vízháztartási vizsgálatok (1954)
- Öntözött területek víztelenítése (1959)
- Vízrendezések I. (1966)
- A síkvidéki üzemi vízrendezés alapelvei és tervezése a nagytérségi vízrendezés keretében (1978)
- A vízügyi felső- és középfokú oktatás 200 éve (1983)